# Saline County, Arkansas
Saline County är ett administrativt område i delstaten Arkansas, USA. År 2010 hade countyt 107 118 invånare. Den administrativa huvudorten (county seat) är Benton.

## Geografi
Enligt United States Census Bureau har countyt en total area på 1 891 km². 1 873 km² av den arean är land och 18 km² är vatten.

### Angränsande countyn
- Perry County - nordväst
- Pulaski County - nordöst
- Grant County - sydöst
- Hot Spring County - sydväst
- Garland County - väst